# Jüdisches Glück
Jüdisches Glück (Originaltitel: jiddisch ייִדיש גליק, Jidische Glik, russisch Еврейское счастье) ist ein Stummfilm  von Alexander Granowski aus dem Jahr 1925.
Er war der einzige Film in der Sowjetunion, der mit jiddischen Schauspielern gedreht wurde.  
Er beruht  auf den „Menachem Mendel“-Briefen des Schriftstellers Scholem Alejchem , und handelt von Hoffnungen, Träumen und der Suche nach dem großen Glück. Menachem Mendel, der kleine Mann mit den großen Träumen, der sich „auf die ‚krumme Strasse‘ des Jüdischen Glücks“ begibt, ist darin die Verkörperung des Luftmenschen, der Schwierigkeiten anzuziehen scheint, es aber auch versteht, ihnen witzig und geschickt auszuweichen.

## Handlung
Menachem Mendel im Schtetl Berditschew hat wenig Geld und viele Kinder. Als Versicherungs-Agent versucht er, dem wohlhabenden Kimbak eine Police aufzuschwatzen. Dessen Tochter Bella liebt den jungen mittellosen Salman, soll aber nach dem Willen ihrer Eltern einen reichen baleboss (jidd.: Hausbesitzer) heiraten. Als gerade Gäste geladen sind, spielt sie ihnen einen Streich, indem sie in der Suppenterrine lebende Tauben und Mäuse versteckt. Die wuseln über den Tisch, als die Köchin die Suppe aufträgt …
Mendel und sein junger Freund Salman, im Bestreben sich geschäftlich zu verbessern, reisen in die große Stadt Odessa, wo sie sich zunächst im Kleinhandel mit Kleidungsstücken versuchen. Ein Geschäft mit Korsetten misslingt, weil der Polizeidiener sie sogleich wegen fehlender Gewerbescheine verhaften will. Sie versuchen ihn und später auch seinen Vorgesetzten auf der Polizeiwache zu bestechen, können jedoch nur deswegen entkommen, weil die Pensionswirtin den Schutzmann durch eine Finte ablenkt.
Da spielt der Zufall Mendel ein Büchlein in die Hand, das eine Liste reicher Bräute enthält, die genau deren Erwartungen an den künftigen Bräutigam verzeichnet; der Fund inspiriert ihn dazu, sich im Heiratsvermittlergewerbe als Schadchen zu betätigen. Schon sieht er sich im Traum als Großexporteur jüdischer Mädchen, die er erst waggon- und dann schiffsladungsweise in die Vereinigten Staaten schafft, um dort als the world over schadchen den Frauenmangel unter den bocherim zu beheben. Der große Baron Hirsch ist dabei sein Partner. Und Salman wird sein Gehilfe!
Auf der Reise macht Mendel noch die Bekanntschaft des schadchen-Kollegen Uscher, mit dem er rasch handelseins wird. Weiß er doch für ihn in seinem Heimatort ein gutes Geschäft zu vermitteln. Zurück in Berditschew stellt er dem reichen Kimbak, bei dem er diesmal in seiner neuen Eigenschaft als schadchen auftritt, Salman als seinen Assistenten vor und erhält den Auftrag, eine geeignete Partie für die unglückliche Bella zu finden.
Mendel und Salman sollen die Hochzeit in Litschew ausrichten, wie Mendel es unterwegs mit Uscher vereinbart hat. Doch wegen eines Missverständnisses bringen beide schadchonim je eine Braut (!) mit, so dass am Schluss zur Hochzeit ein Bräutigam fehlt. Als der wird dann in der Not Salman ausstaffiert, der auf diese krumme Art doch noch seine Bella bekommt.
So sind am Schluss nahezu alle glücklich – bis auf den gliksucher Mendel. Der darf zwar noch die opulente Hochzeit mitfeiern, muss dann aber, da auch als schadchen gescheitert, weiter wandern. Erneut macht er sich auf – auf die Suche nach dem Glück.

## Produktion
Jüdisches Glück war ein einmaliger Film in der Sowjetunion, der fast ausschließlich von Akteuren der jiddischsprachigen Theaterszene in der Sowjetunion bestritten wurde. Das Drehbuch schrieben die bekannten jüdischen Autoren Isaak Babel und Isaak Feinerman. Babel verfasste auch die russischen Zwischentitel.
Regisseur Alexander Granowski und die Schauspieler kamen aus dem Staatlichen Jüdischen Theater Moskau, Regieassistent war Grigori Gritscher-Tscherikower (russ.: Григорий Гричер-Чериковер), der auch am Drehbuch beteiligt war. Die Ausstattung besorgte Natan Altman. Die Außenaufnahmen entstanden in Odessa und im jüdischen Schtetl von Berditschew im ehemaligen Ansiedlungsgebiet der Juden in der Ukraine. Die Photographie lag in den Händen von Eduard Tisse, dem Vasili Khvatov und N. Strukow assistierten. Die Illustrationsmusik schrieb der Dirigent und Komponist Lew Pulwer. Der Film war eine Produktion der staatlichen Filmgesellschaft Goskino Moskau.
Jüdisches Glück kam im November 1925 in die Kinos. Der Film war einer der ersten jiddischen Filme aus sowjetischer Produktion, die auch in den USA gezeigt wurden. Außer in Russland und Polen wurde er auch in Deutschland und Frankreich aufgeführt. Ferner lief er auch in Ungarn und in China.
Die im Bundesfilmarchiv unter der Archivsignatur 29088 vorhandene Kopie hat eine Länge von 1864 Metern.
Beim National Center for Jewish Film in Waltham, Massachusetts ist Jidische Glikn 1991 in restaurierter Fassung auf DVD erschienen.

## Kritik
Zusammen mit den Stummfilmen “Das alte Gesetz” von E. A. Dupont und dem zu Anfang des 20. Jahrhunderts spielenden Pogromfilm “Die Gezeichneten” von Carl Theodor Dreyer gehört Alexander Granowskis „Jidische Glikn“ zu den bedeutendsten Werken des jüdischen Stummfilms. (Pertsch S. 216)

„Vom Moskauer jüdischen Kammertheater an Originalschauplätzen fotografiert, vermittelt der von frechem Witz und elegischem Humor getragene Film ein genaues Bild des Ostjudentums im zaristischen Rußland.“

Es gelingt dem Film, “die Atmosphäre russisch-jüdischen Lebens des 19./20. Jahrhunderts jenseits der Emanzipation nicht nur zu konservieren, sondern zugleich auch ironisch liebevoll zu durchbrechen”. (Pertsch S. 231)
“Offen und freimütig zeigt “Jüdisches Glück” die Kultur des Shtetls inmitten der Armut.” (DAI Heidelberg 2007)
“Nur in der nostalgischen Retrospektive jüdischer Auswanderer wurden die ärmlichen Siedlungen zu ihrer Heimat. Mit halbdokumentarischem Blick auf die Stadt Berditschew zeigt der Film ein realistisches Bild der Schtetlkultur.” (Carolin Viehl 2009)
“Das Urteil der Kritiker über Babels Zwischentitel war positiv. Seine Arbeit sei ‘scharfsinnig’ und man bescheinigte ihm eine meisterliche ‘Kontrolle über das Wort auf der Leinwand’, obwohl man ‘das Element der Propaganda’ vermisste.” (Krumm S. 96)
“Vorwiegend an Außenschauplätzen in Berdyiv/Berdichev, einem ehemaligen jüdischen Zentrum in der Ukraine, gedreht, wirkt JÜDISCHES GLÜCK zeitweise wie ein Dokumentarfilm. Altmans Ausstattung gibt dem Film ethnographische Tiefe. »Kein späterer sowjetischer Leinwandstreifen«, schreibt Jim Hoberman, »hat je wieder so wohlwollend auf die Kultur des "Schtetls" geblickt und sie so offen und freimütig aufgezeichnet.« Für den zeitgenössischen Kritiker Khrisanf Khersonski war der Filmheld »ein jüdischer Don Quichotte«, der mal komisch, mal tragisch war.”

## Wiederaufführungen
Das ZDF hat aus Filmmustern, Schnittresten und dem Negativ, die in den Filmarchiven der DDR und der UdSSR lagerten, die ursprüngliche Fassung des Stummfilmklassikers rekonstruiert und von dem Komponisten Hans Jönsson musikalisch bearbeiten lassen. Es strahlte „Jüdisches Glück“ am 13. April 1990 im Deutschen Fernsehen in restaurierter Fassung mit deutschen Zwischentiteln aus.
Das Deutsch-Amerikanische Institut DAI in Heidelberg zeigte „Jüdisches Glück“ am Sonntag, den 28. Januar 2007, um 20:00 Uhr mit musikalischer Begleitung durch die Gruppe The Freygish Brothers.
Auf dem Festival „Jüdische Welten“ der jüdischen Gemeinde Düsseldorf und der jüdisch-amerikanischen Organisation "Joint" vom 8. bis 13. Dezember 2007 lief zur Eröffnung am Samstag, 8. Dezember, um 19 Uhr der sowjetische Stummfilm "Das jüdische Glück" (1925). Der Film wurde live vom Kinopianisten Aljoscha Zimmermann begleitet.
Der Lehrstuhl für Osteuropäische Geschichte der Universität Erlangen-Nürnberg veranstaltete im Juni 2009 das Filmsymposium „Auf der Suche nach dem Glück. Jüdisches Leben im russischen Film“ zusammen mit dem Filmhaus Nürnberg, dem Bezirk Mittelfranken und dem Forum für Jüdische Geschichte und Kultur e.V. Im Programm enthalten war auch der Stummfilm „Jüdisches Glück“ (UdSSR 1925, R.: A. Granovskij), der am Sonntag, den 7. Juni aufgeführt wurde. Am Klavier begleitete live Dr. D. Meyer, den Einführungsvortrag hielt Ronny Loewy.
Anlässlich der Ausstellung »Berlin Transit« im Jüdischen Museum Berlin vom 23. März bis 15. Juli 2012, welche die deutsche Hauptstadt als Zufluchtsort für jüdische Migranten aus Osteuropa in den 1920er Jahren zeigte, wurden während der Ausstellungslaufzeit als »Montagskino« des Jüdischen Museums Berlin einige Filme vorgeführt, die sich thematisch an die Ausstellung anschließen. Darunter war auch „Jüdisches Glück“ (OT Jidische Glikn), der am 16. April im Begleitprogramm lief.
Im Rahmen der 5. Jüdischen Filmtage in München zeigte die Israelitische Kultusgemeinde München in Kooperation mit dem National Center for Jewish Film und der Abteilung für jüdische Geschichte und Kultur an der LMU München am Mittwoch, den 15. Januar 2014 (14. Schwat 5774) um 19:45 Uhr „Jiddische Glikn“ mit Live-Musik vom Stummfilmtrio „Tempo Nuovo“ des Pianistenclubs München.
Das Théâtre de la Cité-Bleue, 46 avenue Miremont – 1206 Genève veranstaltete am Sonntag, den 15. November 2015 um 17 Uhr, ein »Kino-Konzert« mit dem Stummfilm YIDDISHE GLIKN – JIDDISCHES GLUECK (UdSSR 1925) von Alekseï Granovski, Direktor des staatlichen jiddischen Theaters Moskau, begleitet von Klezmermusik. Es spielten Charles Rappaport – Geige, Marine Goldwaser – Klarinette, David Lefebvre – Cymbalum und Jean-Gabriel Davis – Klavier.

Die ukrainische Komponistin Masha Khotimiski schuf 2022 eine neue Musikfassung zu dem Stummfilm Jüdisches Glück, für die sie historische Tonaufnahmen einbezog, die wahrscheinlich im Rahmen einer Expedition der „Gesellschaft für jüdische Geschichte und Ethnographie“ unter Leitung des Schriftstellers Sholem An-Ski auf dem Gebiet der heutigen Ukraine entstanden. Ethnologen und Künstler zeichneten von 1911 bis 1914 in den damaligen jüdischen Siedlungsgebieten des zaristischen Russlands mit dem Phonographen Gesänge, liturgische Lieder, Geschichten und Volksmusik auf, die heute teilweise in der Wernadskyj-Nationalbibliothek von Kyiw bewahrt werden. Für die Musik zum Film verwendete Masha Khotimski die Tonaufnahmen, darunter chassidische Nigun-Gesänge:
„Der Ton dieser historischen Nigun-Gesänge ist der Klangteppich, diese Töne kommen und gehen, sie führen einen ständigen Dialog mit dem Film, mal lauter, mal leise, unruhig, dramatisch, flüsternd, erfreuend. Es entsteht eine neue musikalische Ausdrucksweise, welche sich aus diesen Gesängen entwickelt. Die Vorahnung, dass diese gemütliche Welt bald verschwindet, war der Schlüssel meines Konzeptes der Musik. Die Begegnung der Instrumente wie Trompete, Schlagzeug, Keyboard, Bass, Sounddesign mit den historischen Aufnahmen verwandeln sich in eine neue musikalische Sprache. Zwischen diesen verschiedenen Klängen entwickelt sich ein neuer Dialog.“ (Masha Khotimski)
Die neue Musik zum Film wurde erstmals am 13. November 2022 in der Synagoge Ichenhausen im Rahmen der Jüdischen Kulturwoche Schwaben aufgeführt, die Kino-Premiere fand am 24. November 2022 in der Filmbühne Caligari Wiesbaden statt, der Kultursender ARTE sendete die neue Musikfassung zum Film erstmals am 28. November 2022.

## Abbildungen
- Photo von Scholem Alejchem, eigtl. Rabinowitsch (1859–1916)
- Russisches Kinoplakat von Sovkino
- Standphoto mit Solomon Mikhoels als Korsetthändler
- Standphoto mit Moissei Goldblat und Solomon Mikhoels